# Cristóbal Gómez Nieto
Cristóbal Gómez Nieto fue un conquistador en los territorios andinos de Colombia y Venezuela. Después de tanto guerrear en los últimos años de su vida vivía una vida descansada por los beneficios que les proporcionaban las encomiendas ganadas en retribución de los servicios prestados.

## Biografía
El conquistador Cristóbal Gómez Nieto había nacido en Villasbuenas de Gata (Cáceres) y llegaba muy joven a la parte occidental de Venezuela a principios de 1535 en la expedición del gobernador alemán Jorge de Espira, para incorporarse a la exploración y conquista del territorio venezolano, que entonces había sido concedido para su explotación a los banqueros alemanes Welser por ciertos compromisos económicos que Carlos I tenía con los financieros germanos.

## Intervención conquistadora
Después de la travesía desde España a la isla de Santo Domingo (actual República Dominicana) y desde este punto hasta la costa venezolana, el 15 de mayo de 1535, el germano Jorge de Espira, al mando de 490 soldados españoles, salía de Santa Ana de Coro para una dilatada jornada exploradora que iba a durar más de tres años. Aunque la concesión cedida a los alemanes había sido otorgada para que poblasen, explotasen los recursos mineros, la agricultura, la ganadería y cristianizasen a la población indígena, el objetivo principal de los germanos se centraba en encontrar el mítico Dorado. 
Mientras Espira salía para la exploración, su teniente de gobernador, Nicolás de Federmann, se quedaba en Coro para regir la ciudad, despoblar la ranchería de Maracaibo y fundar otra ciudad donde fuera más conveniente. Pero el impulsivo Federmann tenía hambre de aventuras y sed de riquezas y después de despoblar Maracaibo, se fue hasta el Cabo de la Vela para intentar explotar las perlas que había en aquellos contornos marinos. No pudo conseguir sus propósitos porque no llevaba expertos ni buceadores avezados para la extracción de las perlas.
En esta expedición iba Cristóbal Gómez Nieto, que como los demás soldados pasará hambre y toda serie de privaciones puesto que en aquellos inhóspitos parajes no había nada que comer y se alimentaban de los moluscos que conseguían en las playas del Cabo de la Vela. Ante la falta de alimentos y el ruinoso negocio de las perlas, Federmann deja aquellos parajes y decide seguir explorando por tierras colombianas. Después de dos penosos años y morir varios expedicionarios, a mediados de marzo de 1539 llegaban al lugar donde se había fundado Santa Fe de Bogotá el 6 de agosto de 1538. 
Casualmente allí se encontrarían los tres caudillos, Gonzalo Jiménez de Quesada, Sebastián de Belalcázar y Nicolás Federmann, De común acuerdo, el 22 de abril de 1539 los tres asistirían al acto de la fundación jurídica de Santa Fe de Bogotá.

## Nuevo giro explorador
El encuentro de los tres caudillos suscitó un enfrentamiento entre ellos porque los tres pretendían adjudicarse el honor de haber conquistado el territorio y de haber fundado la ciudad de Santa Fe de Bogotá. En este caso, el que más derechos tenía era Jiménez de Quesada porque era el que más había batallado en la extensa comarca de aquel territorio andino derrotando a los “muiscas” y conquistando el Valle de los Alcázares. Ante esta discusión, Quesada, Belalcázar y Federmann acordaron someter el asunto al arbitraje de la Corona y decidieron viajar a España para zanjar la cuestión.
Como la situación de los españoles era sumamente incierta y penosa al servicio de los alemanes, más de la mitad de los soldados que llegaron con Federmann, desistieron de volver al territorio venezolano y se quedaron para engrosar las fuerzas de Jiménez de Quesada. Cristóbal Gómez Nieto también se quedaba y una de sus primeras intervenciones y bajo el mando del capitán Gonzalo Suárez Rendón, participaba en la fundación de la ciudad de Tunja.

## Integración en el territorio
Una vez que decidía quedarse en el territorio colombiano, además de esta intervención también participaría en la pacificación de las comarcas donde hoy se encuentran las ciudades de Guatavita, Ubaté, Simijaca, Fusagasugá, Tocaima, Ibagué y Mariquita. Con el Capitán Maldonado concurrió á la Jornada del Palenque, en donde estuvo á punto de perecer. al ser herido por gran número de flechazos, después de ver morir á veintidós soldados que había llevado por su cuenta. 
En premio a los destacados servicios prestados en la región de los Andes colombianos, Cristóbal Gómez Nieto, recibiría el disfrute de ricas encomiendas en la comarca de Santa Fe. Al tener su vida resuelta, Gómez Nieto se casó con doña Leonor Silva Collantes, y dejó cuatro hijos dé su matrimonio. 